# Aristodemo de Cidateneo
Aristodemo (en griego antiguo Ἀριστόδημος) fue un filósofo socrático del siglo V a. C., originario del demo de Cidateneo.
Discípulo de Sócrates, era un fanático admirador de su maestro, que para parecerse a él iba descalzo. Era manifiesto su desprecio de la religión oficial, según Jenofonte. Aristófanes y Jenofonte se burlaban de él, sobre todo cuando el último menciona que era apodado «el enano».
Aristodemo es calificado de erastés de Sócrates, lo que significa que era mayor que él. Tan leal como le era, resulta inconcebible que no estuviera presente durante la muerte de Sócrates, por lo que se supone que murió antes que su maestro.

## Filosofía
Narrador del El banquete de Platón, su discurso no está relatado, lo que la filósofa Debrah Nails percibe como una muestra de su insignificancia. Se lo presenta como un filósofo que no hacía sacrificios a los dioses, ni consultaba a los adivinos. Se burlaba de aquellos que observaban estas prácticas, porque consideraba que los dioses carecían de dicha necesidad. No despreciaba a la divinidad, sino que la creía demasiado grande para tener necesidad de culto. 